# يانغ هونج
يانغ هونج هي مجدفة صينية، ولدت في 8 سبتمبر 1971.

## وصلات خارجية
- يانغ هونج على موقع الاتحاد الدولي للتجديف (الإنجليزية)
- يانغ هونج على موقع أوليمبيديا (الإنجليزية)